# Emilio Savonanzi
Emilio Savonanzi o anche Savonazzi, detto Il Reniano (Bologna, 1595 – Camerino, 1666) è stato un pittore italiano.

## Biografia
Nacque verosimilmente a Bologna nel 1595, come attestato da un atto notarile del 1640 in cui venne definito "d'anni 45", da Romolo Savonanzi e Lavinia Folchi, consanguinei ascritti alla nobiltà bolognese. Fu destinato alla carriera militare ma ebbe anche un'educazione ricca di svaghi e piaceri, tra cui cavalcare, nuotare e tirare di spada.
Solo in un secondo momento si dedicò alla pittura, anche se non sono pervenuti documenti inerenti la sua formazione artistica. Secondo Giovanni Pietro Bellori e Carlo Cesare Malvasia fu allievo di Guido Reni che, stando a Malvasia, ne avrebbe ammirato le proporzioni atletiche del corpo, comparandolo a "torsi antichi" e scegliendolo come modello di un Bacco dipinto per la famiglia Davia. Sempre Malvasia sostenne che Savonanzi sarebbe stato allievo anche di un ormai anziano Giovan Battista Cremonini e di Denijs Calvaert e che avrebbe frequentato le botteghe di Ludovico Carracci a Bologna e del Guercino a Cento. La sua carriera pittorica si concentrò tra la natia Bologna, Roma e Camerino, anche se numerose sue opere sono andate perdute o non sono state correttamente identificate. Tra le sue prime opere figurano una Deposizione di Cristo nel sepolcro, conservata presso la Pinacoteca nazionale di Bologna, una Sacra Famiglia con San Giovanni Battista bambino e un Seppellimento, entrambe conservate presso la Galleria degli Uffizi di Firenze.
Su invito dei parenti romani Giulio Cesare e Bartolomeo Savonanzi, incaricati del rinnovamento dell'altare della cappella di Santa Ciriaca della basilica di San Lorenzo fuori le mura, si recò a Roma, dove realizzò alcuni dipinti per la stessa chiesa oltre che una pala d'altare per la chiesa di Sant'Anna dei Falegnami. A Roma si sposò nel 1623 e nel 1626-1627 vi registrò il proprio domicilio insieme al padre presso la basilica di San Crisogono in Trastevere. Fu probabilmente in contatto con la famiglia Barberini, come testimonierebbe la sua adesione all'accademia del disegno di Andrea Camassei, collocata da Giovanni Battista Passeri presso palazzo Barberini alle Quattro Fontane, così come la sua possibile partecipazione alle legazioni in Francia (1625) e Spagna (1626) a seguito del cardinale Francesco Barberini. I rapporti coi Barberini sarebbero testimoniati dalla tela Abramo, Agar e Ismaele, elencata nel 1628 tra i beni di Francesco Barberini, così come i contatti coi pittori dell'ambiente barberiniano, la cui influenza si può notare nel ciclo dei dieci Fondatori della medicina antica, realizzato nel 1629 con Andrea Sacchi per decorare le lunette della farmacia del Collegio Romano. Lavorò con numerosi artisti tra cui Giovanni Battista Speranza e Tommaso Dovini mentre fu amico di Alessandro Algardi, col quale risultava aver abitato nel 1634.
Nel 1636 si trasferì a Camerino su invito di Angelo Giori, maestro di camera di papa Urbano VIII, e convolò nuovamente a nozze con Caterina Parentucci, dalla quale ebbe sette figli tra il 1638 e il 1655. Proprio a Camerino morì, probabilmente nel 1666.

## Opere
- Abramo, Agar e Ismaele, olio su tela, Holkham, collezione Leicester, Holkham Hall
- Deposizione di Cristo nel sepolcro (attribuito), olio su tela, Torino, Musei Reali a palazzo Reale[3]
- Incontro tra San Francesco e San Domenico, olio su tela, Senigallia, cattedrale di San Pietro Apostolo[4]
- La Vergine ai piedi della croce, olio su tela, Bologna, monastero del Corpus Domini (quadro distrutto nel 1943)[5]
- Martirio di San Bartolomeo, olio su tela, Roma, Galleria nazionale d'arte antica di palazzo Corsini
- Sacra Famiglia con San Giovanni Battista bambino, Firenze, Gallerie degli Uffizi
- San Filippo Neri ha la visione della Madonna col Bambino, olio su tela, Matelica, chiesa di San Filippo[6]
- Santa Ciriaca fa seppellire i martiri cristiani (attribuito), olio su tela, Roma, basilica di San Lorenzo fuori le mura[7]
- Santi Giuseppe e Benedetto con angeli, olio su tela, Roma, chiesa di Sant'Anna dei Falegnami (dispersa dopo la demolizione della chiesa nel 1887)
- Adorazione dei Re Magi, olio su tela, Camerino[8]
- Ester e Assuero, olio su tela, Camerino[9]
- Natività di Gesù, olio su tela, Camerino[10]
- Sposalizio di Maria Vergine, olio su tela, Camerino[11]
- Elemosina del vescovo Bartolomeo Las Casas (attribuito), olio su tela, Roma, basilica di Santa Maria sopra Minerva[12]
- San Francesco riceve le stimmate sul monte della Verna (attribuito anche a Giovanni De Vecchi), olio su tela, Roma, chiesa di San Lorenzo in Panisperna[13]
- Elevazione della croce (attribuito), 1600-1660 circa, bozzetto preparatorio per gli affreschi della cupola del duomo di Camerino, Bologna, Pinacoteca nazionale (Gabinetto dei disegni e delle stampe)[14]
- Gesù Bambino e San Giovannino, 1600-1649 circa, olio su tela, Poggio a Caiano, Villa medicea[15]
- Deposizione di Cristo nel sepolcro, 1605-1625 circa, olio su ferro, 77×46 cm, Bergamo, Accademia Carrara[16]
- Morte di Adone, 1620-1624 circa, olio su tela, 146×185 cm, Roma, Musei Capitolini[17]
- (con Andrea Sacchi) Ciclo dei fondatori dell'antica medicina (Andromaco, Avicenna, Crinas, Dioscoride, Esculapio, Galeno, Ippocrate, Mesuè, Mitridate e Podalirio), 1629, affreschi, Roma, chiesa di Sant'Ignazio di Loyola in Campo Marzio[18]
- Battesimo di Cristo, 1630-1635 circa, olio su tela, 135×209, Lione, Museo di belle arti
- Madonna del Rosario, 1636, olio su tela, Pieve Torina[19]
- Sant'Antonio da Padova, 1640-1650, Camerino, Palazzo Ducale[20]